# Telbé
Telbé est un village de la Région du Nord au Cameroun. Il est situé dans la commune de Madingring dans le département du Mayo-Rey.

## Géographie
Telbé est localisé à 8°40‘07"N de latitude et 14°55‘49"E de longitude. Le village est à proximité des localités de Gor (7.9 km), de Winde (9.6 km), Djablang (12 km), de Yagoye (20 km),  de Madingring Ville (31 km).

## Infrastructure et association
Le village dispose d'une école.

## Population et Société

### Population totale
En 2005, la population recensée du village était de 871 habitants. En 2014, la population recensée du village était de 579 habitants.

### Répartition de la population selon les âges
| Hommes | Classe d’âge | Femmes |
| ------ | ------------ | ------ |
| 87     | 0–5          | 80     |
| 56     | 6–13         | 62     |
| 39     | 14–19        | 46     |
| 52     | 20–34        | 44     |
| 33     | 35–59        | 45     |
| 14     | 60–+         | 21     |